# Новое Курово
Новое Курово (карел. Uuži Kuurova) — деревня в Вышневолоцком городском округе Тверской области.

## География
Находится в центральной части Тверской области на расстоянии приблизительно 34 км по прямой на восток-северо-восток от города Вышний Волочёк.

## История
Была отмечена на карте только с 1982 года. До 2019 года входила в состав ныне упразднённого Овсищенского сельского поселения Вышневолоцкого муниципального района.

## Население
Численность населения составляла 26 человек (русские 100 %) в 2002 году, 14 в 2010.